# 레이싱 인 더 레인
《레이싱 인 더 레인》(The Art of Racing in the Rain)은 미국에서 제작된 사이먼 커티스 감독의 2019년 코미디, 드라마 영화이다. 케빈 코스트너 등이 주연으로 출연하였다.
2019년 8월 9일 20세기 폭스에 의해 극장 개봉되었다. 평론가들로부터 엇갈린 평가를 받았다.

## 출연

### 주연
- 케빈 코스트너
- 아만다 사이프리드

### 조연
- 마일로 벤티밀리아
- 마커스 혼드로
- 게리 콜
- 도널드 헹
- 매튜 케빈 앤더슨
- 케시 베이커
- 마틴 도노반